# Liste der Wahlbezirke im Kronland Steiermark
Diese Liste der Wahlbezirke in der Steiermark listet alle Wahlbezirke im Kronland Steiermark für die Wahlen des Österreichischen Abgeordnetenhauses auf. Die Wahlbezirke bestanden zwischen 1907 und 1918.

## Geschichte
Nachdem der Reichsrat im Herbst 1906 das allgemeine, gleiche, geheime und direkte Männerwahlrecht beschlossen hatte, wurde mit 26. Jänner 1907 die große Wahlrechtsreform durch Sanktionierung von Kaiser Franz Joseph I. gültig. Mit der neuen Reichsratswahlordnung schuf man insgesamt 480 Wahlbezirke mit in der Regel je einem zu wählenden Abgeordneten, der durch Direktwahl gegebenenfalls mit Stichwahl bestimmt wurde. In der Steiermark hatten vor der Abschaffung des Klassenwahlrechts 28 Wahlkreise bestanden, wobei die Landgemeinden zehn Abgeordnete, die Städte acht Abgeordnete, die Großgrundbesitzer und die Allgemeine Wählerkasse je vier Abgeordnete und die Handels- und Gewerbekammern Graz bzw. Leoben zwei Abgeordnete entsandten.
Mit der Einführung des allgemeinen Männerwahlrechts wurden in der Steiermark 30 Wahlbezirke geschaffen, die sich auf 11 sogenannten Städtewahlkreise und 19 Landgemeindenwahlkreise verteilten. Neben den vier Städtewahlkreisen für Graz und seine direkte Umgebungen sowie einem Städtewahlkreis für Marburg bestanden sechs weitere Städtewahlkreis, in denen die Wahlberechtigten einer Reihe von Städten, Märkten und Gemeinden zusammengefasst wurden. Die Landgemeindewahlkreise bestanden wiederum aus einer gewissen Anzahl von Gerichtsbezirken.

## Wahlbezirke
| Nr.:           | Nummer des Wahlkreises mit Link zum Wahlbezirksartikel |
| Wahlbezirktyp: | Angabe, ob es sich um einen Städtewahlkreis oder Landgemeindenwahlkreis handelt |
| Region:        | Städte oder Gerichtsbezirke, die zum Wahlbezirk gehören. Die Landgemeindewahlkreise umfassen die angegebenen Gerichtsbezirke ohne die in den Wahlbezirken 1 bis 6 enthaltenen Städte und Ortschaften. Von den mit „(O)“ gekennzeichneten Ortsbezeichnungen sind nur die genannte Ortschaft, nicht jedoch die ganze Gemeinde Teil des Wahlbezirks.                                               |
| WB:            | Anzahl der Wahlberechtigten bei der Reichsratswahl 1911 |
| Partei 1907:   | Parteizugehörigkeit des Abgeordneten des Wahlbezirks bezogen auf die Reichsratswahl 1907: - CS = Christlichsoziale Partei - DVP = Deutsche Volkspartei - SD = Sozialdemokratische Partei - AD = Alldeutsche Vereinigung - DA = Deutsche Agrarier - SK = Slowenische Klerikale Partei - SV = Slowenische Volkspartei - SL = Slowenisch Liberale Partei - SRB = Slowenische Radikale Bauernpartei |
| Partei 1911:   | Parteizugehörigkeit des Abgeordneten des Wahlbezirks bezogen auf die Reichsratswahl 1911 |

| Nr. | Wahlbezirktyp          | Region | WB     | Partei 1907 | Partei 1911 |
| --- | ---------------------- | --- | ------ | ----------- | ----------- |
| 1   | Stadtwahlkreis         | Graz-Innere Stadt | 3.397  | DVP         | DVP         |
| 2   | Stadtwahlkreis         | Grazer Bezirke St. Leonhard und Geidorf sowie die Gemeinde Waltendorf | 8.764  | DVP         | DVP         |
| 3   | Stadtwahlkreis         | Grazer Bezirke Gries und Jakomini | 12.592 | SD          | SD          |
| 4   | Stadtwahlkreis         | Grazer Bezirk Lend sowie die Gemeinden Andritz, Eggenberg, Gösting, Gratwein, Judendorf-Straßengel, Sankt Stefan am Gratkorn | 13.687 | SD          | SD          |
| 5   | Stadtwahlkreis         | Mariazell, Aflenz, Bruck an der Mur, Kapfenberg, Frohnleiten, Deutschfeistritz, Übelbach Markt, Kindberg Markt, Kindberg Land, Krieglach, Mitterdorf, Wartberg, Leoben, Sankt Peter bei Leoben, Trofaiach, Mürzzuschlag, Langenwang                                                  | 13.128 | SD          | SD          |
| 6   | Stadtwahlkreis         | Eisenerz, Donawitz, Vordernberg, Fohnsdorf, Kumpitz, Zeltweg, Selzthal | 7.928  | SD          | SD          |
| 7   | Stadtwahlkreis         | Sankt Gallen, Gröbming, Schladming, Irdning, Rottenmann, Mautern, Oberzeiring, Obdach, Knittelfeld, Murau, Aussee, Altaussee, Reitern, Judenburg, Unzmarkt, Weißkirchen, Neumarkt, Sankt Lambrecht, Oberwölz Stadt, St. Peter am Kammersberg, Admont, Liezen                         | 8.035  | SD          | CS          |
| 8   | Stadtwahlkreis         | Hartberg, Fehring, Friedberg, Birkfeld, Radkersburg, Pöllau, Vorau, Feldbach, Gleichenberg Kurort, Gnas, Fürstenfeld, Burgau, Weiz, Passail, Sankt Ruprecht an der Raab, Gleisdorf, Pischelsdorf, Voitsberg, Köflach, Lankowitz, Tregist                                             | 7.227  | DVP         | DVP         |
| 9   | Stadtwahlkreis         | Marburg | 4.643  | SD          | DVP         |
| 10  | Stadtwahlkreis         | Stainz, Eibiswald, Mureck, Oberradkersburg, Arnfels, Leutschach, Leibnitz, Straß, Ehrenhausen, Deutschlandsberg, Groß Sankt Florian, Schwanberg, Wildon, Sankt Georgen an der Stiefing, Pettau, Rann, Sankt Leonhard in Windischbüheln, Pobersch, Roßwein                            | 5.023  | AD          | AD          |
| 11  | Stadtwahlkreis         | Friedau, Lichtenwald, Tüffer, Rann, Luttenberg, Windischfeistritz, Windischgraz, Schönstein, Mahrenberg, Hohenmauthen, Saldenhofen, Oberfeising, Gegenthal, Soboth, Rohitsch, Sauerbrunn Kurort, Brunndorf, Sankt Lorenzen ob Marburg, Cilli, Hochenegg, Gonobitz, Weitenstein Markt | 5.830  | DVP         | DVP         |
| 12  | Landgemeindenwahlkreis | Gerichtsbezirke Mürzzuschlag, Kindberg, Aflenz, Mariazell, Sankt Gallen, Birkfeld | 9.638  | CS          | CS          |
| 13  | Landgemeindenwahlkreis | Gerichtsbezirke Bruck an der Mur, Frohnleiten, Leoben, Eisenerz, Mautern | 8.482  | CS          | CS          |
| 14  | Landgemeindenwahlkreis | Gerichtsbezirke Liezen, Rottenmann, Irdning, Aussee, Gröbming, Schladming, Oberzeiring, Oberwölz | 9.500  | CS          | DA          |
| 15  | Landgemeindenwahlkreis | Gerichtsbezirke Murau, Neumarkt, Judenburg, Obdach, Knittelfeld | 6.706  | CS          | CS          |
| 16  | Landgemeindenwahlkreis | Gerichtsbezirke Voitsberg, Stainz | 10.530 | CS          | CS          |
| 17  | Landgemeindenwahlkreis | Gerichtsbezirk Graz Umgebung | 11.984 | CS          | CS          |
| 18  | Landgemeindenwahlkreis | Gerichtsbezirke Deutschlandsberg, Eibiswald, Arnfels | 9.352  | CS          | CS          |
| 19  | Landgemeindenwahlkreis | Gerichtsbezirke Leibnitz, Wildon, Kirchbach | 12.460 | CS          | CS          |
| 20  | Landgemeindenwahlkreis | Gerichtsbezirke Fehring, Mureck, Radkersburg | 10.692 | CS          | CS          |
| 21  | Landgemeindenwahlkreis | Gerichtsbezirke Fürstenfeld, Feldbach | 9.590  | CS          | CS          |
| 22  | Landgemeindenwahlkreis | Gerichtsbezirke Gleisdorf, Weiz | 9.593  | CS          | CS          |
| 23  | Landgemeindenwahlkreis | Gerichtsbezirke Hartberg, Friedberg, Vorau, Pöllau | 9.212  | CS          | CS          |
| 24  | Landgemeindenwahlkreis | Gerichtsbezirke Marburg (nördlicher Teil), Sankt Leonhard, Luttenberg, Oberradkersburg | 14.159 | SK          | SV          |
| 25  | Landgemeindenwahlkreis | Gerichtsbezirke Marburg (südlicher Teil), Windischfeistritz, Gonobitz, | 10.872 | SK          | SV          |
| 26  | Landgemeindenwahlkreis | Gerichtsbezirke Pettau, Friedau | 13.824 | SK          | SV          |
| 27  | Landgemeindenwahlkreis | Gerichtsbezirke Cilli, Franz | 10.070 | SL          | SV          |
| 28  | Landgemeindenwahlkreis | Gerichtsbezirke Rohitsch, Sankt Marein, Drachenburg | 8.855  | SK          | SV          |
| 29  | Landgemeindenwahlkreis | Gerichtsbezirke Rann, Lichtenwald, Tüffer | 10.638 | SRB         | SV          |
| 30  | Landgemeindenwahlkreis | Gerichtsbezirke Mahrenberg, Schönstein, Windischgraz, Oberburg sowie die Gemeinden Kappel und Schloßberg | 10.170 | SL          | SV          |